# Charlotte Riddell
Charlotte Riddell, també coneguda com a Mrs. J. H. Riddell (30 de setembre de 1832 - 24 de setembre de 1906), fou una escriptora britànica nascuda a Irlanda del Nord. Riddell va ser dels escriptors més populars i influents de l'època victoriana. Va ser autora de 56 llibres, entre novel·les i contes, i també va ser copropietària i editora de la St. James's Magazine, una de les revistes literàries més prestigioses de la dècada de 1860.

## Biografia
Charlotte Riddell va néixer Charlotte Eliza Lawson Cowan, a Carrickfergus, County Antrim, Irlanda del Nord, el 30 de setembre de 1832. Era la filla petita de James Cowan, d'aquesta localitat, que tenia el càrrec de High Sheriff del comtat. La seva mare era Ellen Kilshaw, de Liverpool, Anglaterra.
A l'hivern de 1855, quatre anys després de la mort del seu pare, ella i la seva mare es van mudar a Londres. La seva mare va morir a l'any següent.
L'any 1857, Charlotte es va casar amb Joseph Hadley Riddell, enginyer civil, originari de Staffordshire, però resident a Londres. Se sap que es van traslladar a viure a St. John's Lodge, entre Harringay i West Green, Londres, a mitjan dècada de 1860, mudant-se de nou el 1873, ja que tota la zona estava sent reconstruïda.
La primera novel·la de l'escriptora, The Moors and the Fens, va aparèixer l'any 1858. Charlotte la va publicar sota el pseudònim de F. G. Trafford, que només va abandonar pel seu nom veritable el 1864. Novel·les i contes van seguir en ràpida successió i, entre 1858 i 1902, va arribar a publicar trenta volums. El més notable és potser George Geith of Fen Court, signat F. G. Trafford (1864; altres edicions: 1865, 1886), pel qual l'editor Tinsley li va pagar 800 lliures. Aquesta obra va ser dramatitzada l'any 1883 per Wybert Reeve, sent representada a Scarborough, i posteriorment a Austràlia. A partir de 1867, Mrs. Riddell va ser copropietària i editora de la St. James's Magazine, publicació inaugurada el 1861 per Mrs. S. C. Hall. Riddell també va editar una revista anomenada Home en els anys seixanta, i va escriure contes curts per la Society for the Promotion of Christian Knowledge, així com anuals per a la publicació Routledge's Christmas. Els seus contes van aconseguir menys èxit que les seves novel·les.
Riddell va destacar com a escriptora d'històries de fantasmes. Cinc de les seves novel·les –Fairy Water, The Uninhabited House, The Haunted River, The Disappearance of Mr. Jeremiah Redworth i The Nun's Curse– tracten d'edificis afectats per fenòmens sobrenaturals ("cases encantades"). Riddell també va escriure diverses històries breus de fantasmes, com "The Open Door" i "Nut Bush Farm", que es van recollir en el volum titulat Weird Stories.
El seu marit va morir l'any 1880. Malgrat les moltes dificultats per les quals van travessar, els seus vint-i-tres anys de vida matrimonial van ser feliços. A partir de 1886, Charlotte va viure reclosa a Upper Halliford, Middlesex. Ella va ser la primera pensionista de la Societat d'Autors del seu país, rebent una pensió de 60 lliures a l'any, a partir de maig de 1901.[1] Va morir de càncer a Ashford, Kent, Anglaterra, el 24 de setembre de 1906. El matrimoni no havia tingut fills.

## Valoració
Charlotte Riddell va introduir un nou element a la ficció britànica, com era el tema del comerç, que Balzac ja havia naturalitzat en la novel·la francesa. L'escriptora estava íntimament familiaritzada amb la topografia de la ciutat de Londres, on va situar gran part de les seves trames. D'altra banda, posseïa el do poc comú de la descripció precisa de llocs dels quals ella no tenia coneixement de primera mà. Quan va escriure The Moors and the Fens mai havia estat a la zona que serveix d'escenari a l'obra.

### Novel·les
| - Zuriel's Grandchild (1856) - The Ruling Passion (1857) - The Moors and the Fens (1857) - The Rich Husband (1858) - Too much Alone (1860) - City and Suburb (1861) - The World in Church (1862) - George Geith of Fen Court (1864) - Maxwell Drewitt (1865) - Phemie Keller (1866) - The Race for Wealth (1866) - Far Above Rubies (1867) - My First Love (1869) - Austin Friars (1870) - Long Ago (1870) - A Life's Assize (1871) - How to Spend a Month in Ireland (1872) - The Earl's Promise (1873) - Home, Sweet Home (1873) | - Fairy Water (1873) - Mortomley's Estigues (1874) - The Haunted House at Latchford (també coneguda com a Fairy Water) (1872) - The Uninhabited House (1875) - Above Suspicion (1876) - The Haunted River (1877) - Her Mother's Darling (1877) - The Disappearance of Jeremiah Redworth (1878) - Maxwell Drewitt (1879) - The Mystery in Palace Gardens (1880) - Alaric Spenceley (1881) - The Senior Partner (1881) - Struggle for Fame (1883) - Susan Drummond (1884) - Berna Boyle: A Love Story of the County Down (1885) - Mitre Court (1885) - The Government Official (1887) - The Nun's Curse (1888) - Head of the Firm (1892) - Daisies and Buttercups (c. 1900) |

### Llibres de contes
| - Frank Sinclair's Wife: And Other Stories (1874) - Weird Stories (1882) - Idle Tales (1887) | - Princess Sunshine: And Other Stories (1889) - Handsome Phil: And Other Stories (1899) - The Collected Ghost Stories of Mrs J. H. Riddell (1977) |

### Contes
| - Banshee's Warning (1867) - A Strange Christmas Game (1868) - Forewarned, Forearmed (1874) - Hertford O'Donnell's Warning (1874) - Nut Bush Farm (1882) - The Old House in Vauxhall Walk (1882) - Old Mrs Jones (1882) - The Open Door (1882) - Sandy the Tinker (1882) | - Walnut-Tree House (1882) - The Last of Squire Ennismore (1888) - A Terrible Vengeance (1889) - Why Dr Cray Left Southam (1889) - Conn Kilrea (1899) - The Rusty Sword (1893) - Diarmid Chittock's Story (1899) - Handsome Phil (1899) |

### Antologies que contenen els seus relats
| - The 7th Fontana Book of Great Ghost Stories (1971) - Victorian Tales of Terror (1972) - The Penguin Book of Classic Fantasy by Women (1977) | - Gaslit Nightmares (1988) - 100 Ghastly Little Ghost Stories (1992) - The Mammoth Book of Haunted House Stories (2000) |